# 5th アベニュー駅
5th アベニュー駅（フィフス・アベニューえき、英語 : 5th Avenue LRT Station）は、マニラのカローカン市にあるマニラ・ライトレール・トランジット・システム(Manila LRT)LRT-1線（グリーンライン）の駅｡

## 駅構造
相対式ホーム2面2線を有する高架駅である。

## 駅周辺
- 墓地
  - ラロマ・カトリック墓地 (英語：La Loma Catholic Cemetery)
- 道教寺院
  - Thai To Taoist Temple Pagoda, Ung Siu Si Buddhist Temple
- 学校
  - 北リサール・ヨークリン中華学校　(英語：Northern Rizal Yorklin Chinese School)
  - フィリピン橋中学院（新館）(英語：Philippine Cultural College (Annex)).

## ギャラリー

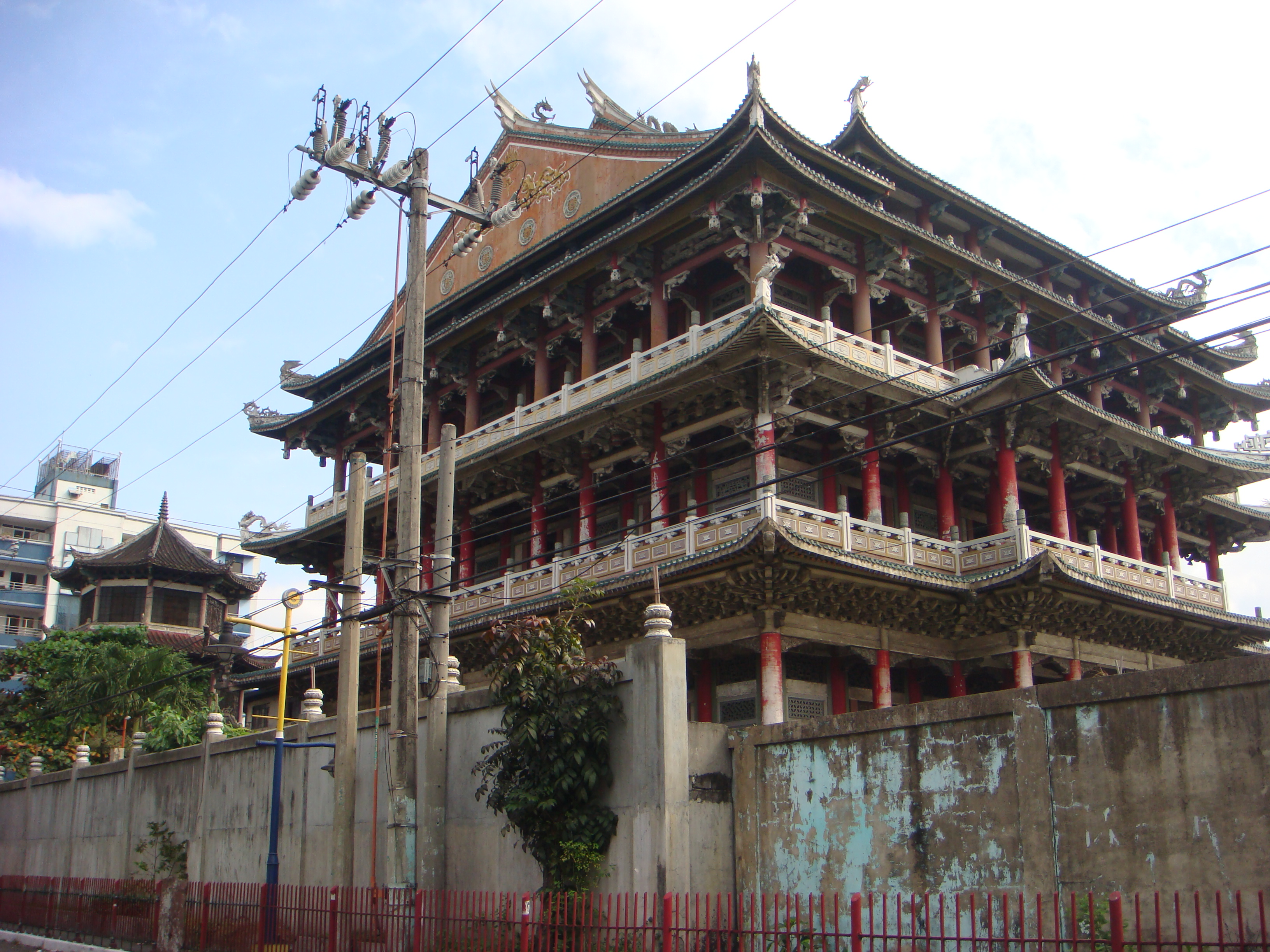
Thai To Taoist Temple Pagoda, Ung Siu Si Buddhist Temple